# غوين غيلين
غوين غيلين (بالإنجليزية: Gwendolyn Gillen)‏ هي نحّاتة أمريكية، ولدت في 6 يناير 1941، وتوفيت في 27 يناير 2017.